# Myrmekiaphila neilyoungi

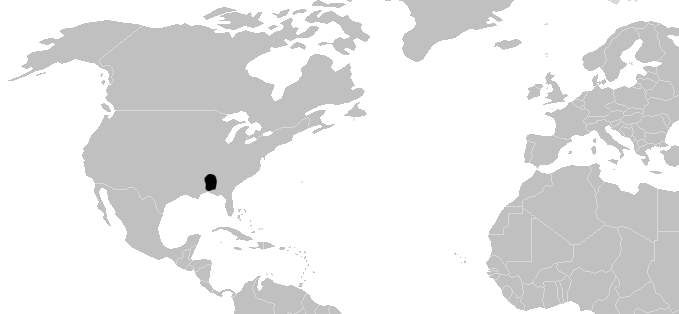
Myrmekiaphila neilyoungi

Myrmekiaphila neilyoungi là một loài nhện trong họ Euctenizidae. Loài này phân bố ở Hoa Kỳ.